# Chiesa di Santo Stefano (Capraia Fiorentina)
La chiesa di Santo Stefano si trova nel comune di Capraia e Limite in provincia di Firenze, diocesi di Pistoia.

## Storia
La chiesa di Santo Stefano, porta il nome del santo patrono del 
paese,  fu costruita nell'anno 1786 su progettazione dell'architetto Stefano Ciardi per ordine di Scipione de' Ricci, vescovo di Pistoia
L'edificazione fu fatta utilizzando alcune vecchie strutture del castello medievale del quale oggi non restano più tracce mentre sono visibili ancora piccoli pezzi delle vecchie mura.
Ha subito nel tempo vari rimaneggiamenti. L'interno presenta tracce del rifacimento settecentesco (altari, ornati attualmente da tele di un pittore locale contemporaneo, Raffaello Ciani, e affreschi della cappella battesimale) e alcune testimonianze più antiche.

## Descrizione
All'esterno, il campanile sormontato da dei merli ospita 4 campane in FA#3, realizzate dalla Magni di Lucca nel dopoguerra.
Nell'interno, invece, l'altare maggiore è sovrastato da una grande tela di Filippo Tarchiani raffigurante il Martirio di Santo Stefano, opera creata nell'anno 1621.
Sempre nell'interno, si trovano due Angeli reggicandelabri del 1500 ed un crocifisso ligneo del XV secolo attribuito al Maestro di Monsanto.
In una cappelletta, nell'interno della Chiesa, troviamo l'urna contenente il corpo di Santa Grania, martire molto venerata dal popolo di Capraia, pur non essendo la patrona del paese.

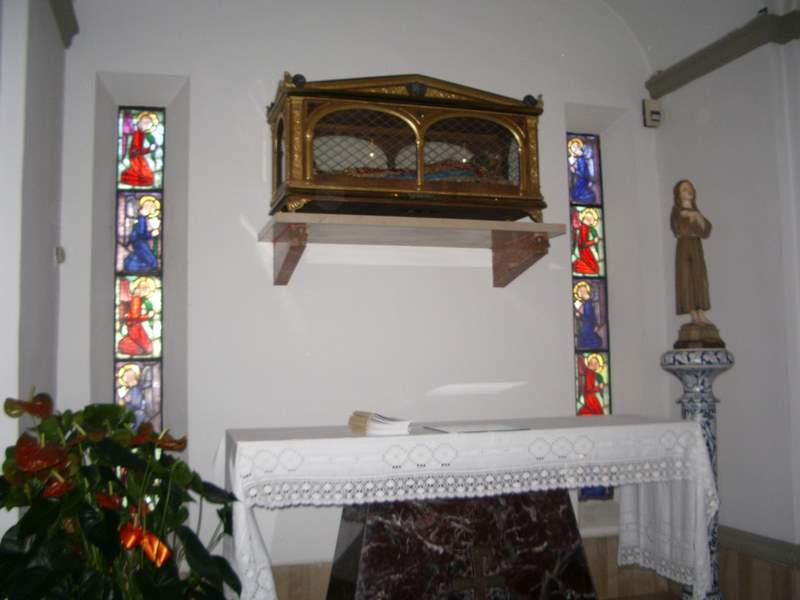
Cappella di Santa Grania
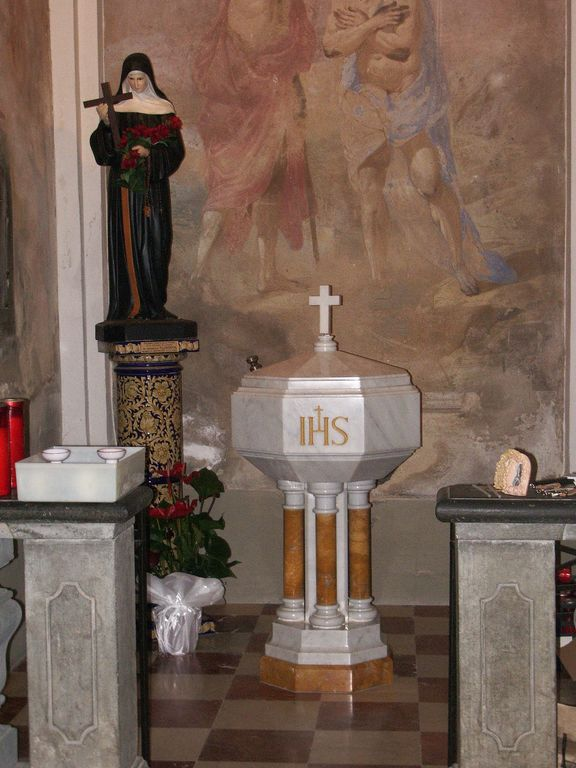
Fonte battesimale
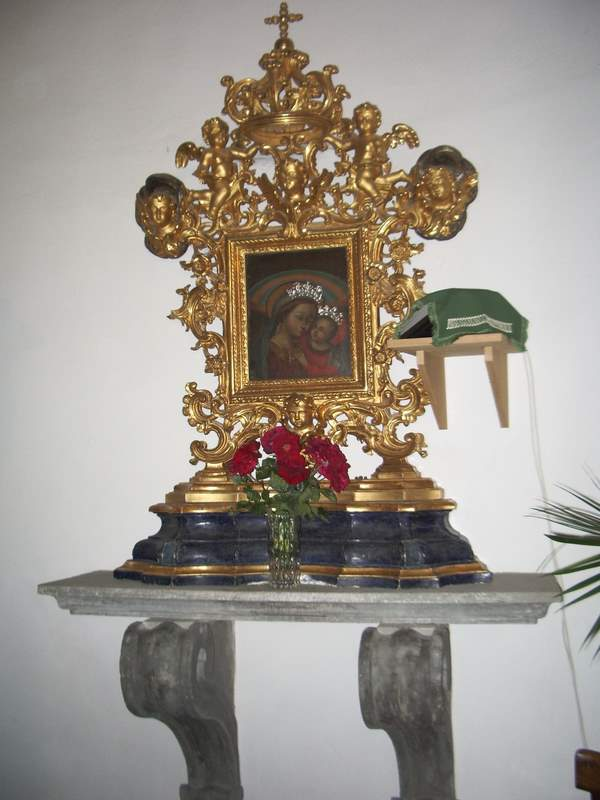
Madonna del Soccorso
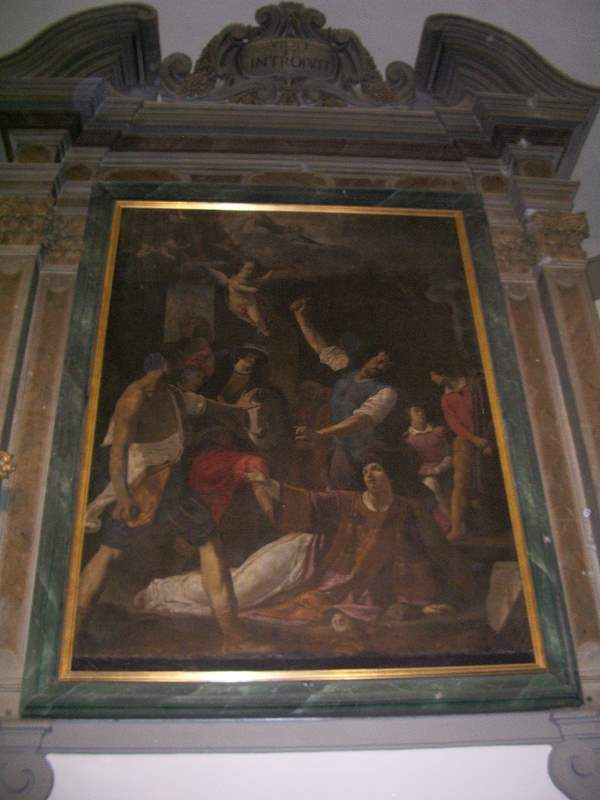
Martirio di S. Stefano
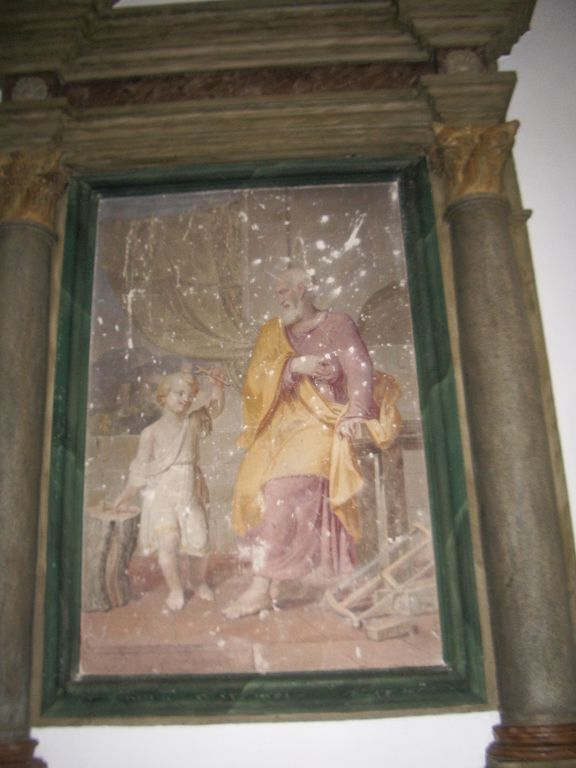
Affresco
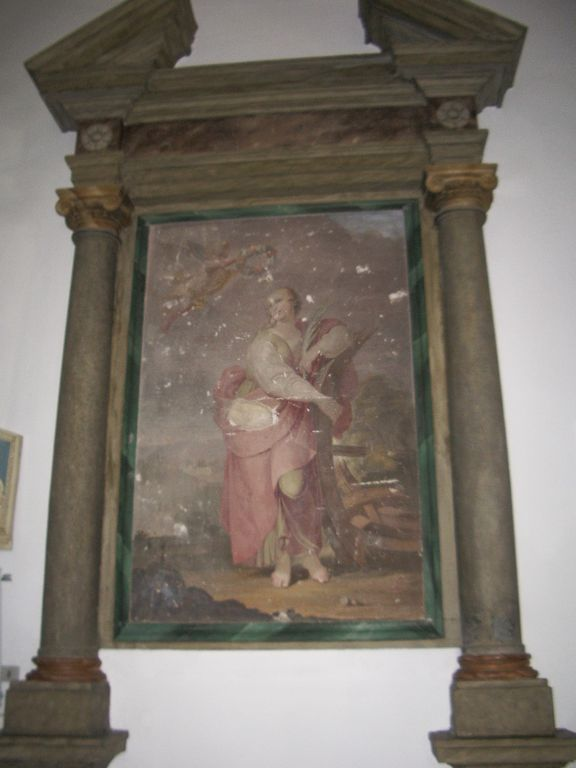
Affresco
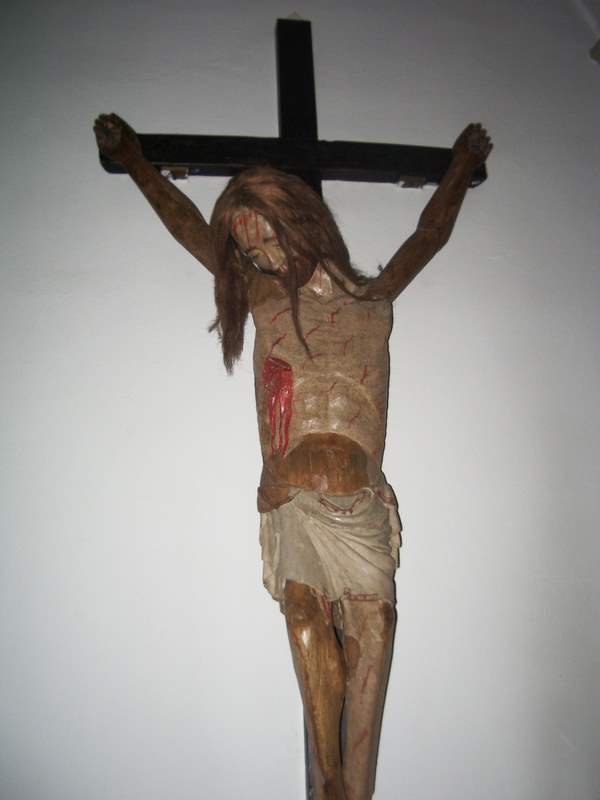
Crocifisso ligneo
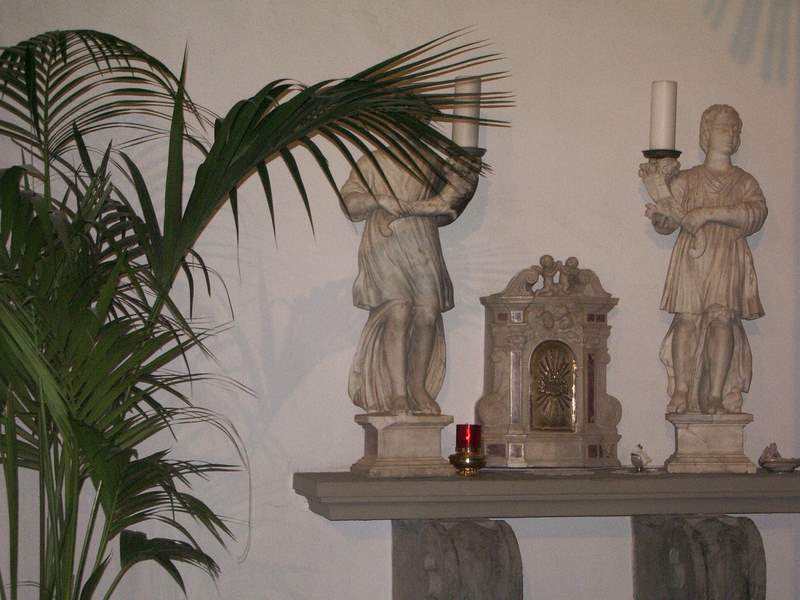
Reggiceri